# Daniel Edwin Rutherford
Daniel Edwin Rutherford   (Stirling, 4 de juliol de 1906 - Saint Andrews, 9 de novembre de 1966), conegut com Dan Rutherford per amics i col·legues, va ser un matemàtic escocès.
Rutherford va néixer a Stirling, però aviat la família es va traslladar a Perth on va ser escolaritzat, acabant els estudis secundaris el 1924. Aquest mateix any va ingressar amb una beca a la universitat de St Andrews en la qual es va graduar el 1929. Seguint el consell del seu professor, Herbert Turnbull, va anar a la universitat d'Amsterdam per fer els estudis de doctorat sota la direcció de Roland Weitzenböck. Després d'un semestre a la universitat de Göttingen va retornar a Escòcia, on va començar a fer d'assistent a la universitat d'Edimburg. El 1933 va ser nomenat professor de la universitat de St. Andrews on va romandre fins a la seva sobtada mort el 1966. Tot i que la seva plaça docent era de matemàtica aplicada, el seu interès de recerca estava en l'àlgebra i la teoria de reticles.
El seu llibre més important va ser Substitutional Analysis, publicat el 1948 i reeditat diverses vegades. També va ser president en dues ocasions de la Societat Matemàtica d'Edimburg.